# Sold Out (singolo)
Sold Out è un singolo del gruppo musicale Thegiornalisti, pubblicato il 24 febbraio 2017 come quarto estratto dal quarto album in studio Completamente Sold Out.

## Descrizione
Tommaso Paradiso, frontman del gruppo, riguardo al brano ha dichiarato: "Sold Out la immagino come un film di Sorrentino. Grossa, fotografica, scura, impressionista, più verosimile che vera, tra sogno e realtà. Ci ho messo più visione che storia, storia compiuta, di fatti, intendo. È epica. È traumatica. È un desiderio, una proiezione."

## Video musicale
Il videoclip della canzone è stato diretto da Alessio Lauria e Francesco Lettieri e girato allo stadio di Pomezia.

## Formazione
- Tommaso Paradiso – voce, tastiera
- Marco Antonio "Rissa" Musella – chitarra, basso, sintetizzatore
- Marco Primavera – batteria, percussioni, cori
- Matteo Cantaluppi – programmazioni elettroniche